# 树屏站
树屏站是中川铁路与银兰高速铁路的交汇车站，位于甘肃省兰州市永登县树屏镇，2022年4月22日开通。

## 车站结构
树屏站是银兰高铁与中川铁路交汇的线路所性质应急值守站，不办理客运业务，站场由2组1/42道岔、2组1/18道岔和1组1/12道岔组成。